# Москвич 3
«Москви́ч 3» — легковой автомобиль, серийно выпускаемый с 23 ноября 2022 года на российском заводе «Москвич». Автомобиль представляет собой кроссовер Sehol X4 (JAC JS4) бренда Sehol, выпускаемый китайской компанией JAC Motors, полный технологический цикл производства которого был локализован в России.

## История
«Москвич 3» является лицензионной копией автомобиля Sehol X4 (JAC JS4) бренда Sehol, китайской компании JAC Motors, и также первой моделью, выпускаемой под возрождённой, спустя более чем 20 лет, маркой «Москвич».
Сборка началась 23 ноября 2022 года. Продажи в России стартовали 26 декабря 2022 года.
12 октября 2023 года на заводе началась самостоятельная сварка кузовов. Для запуска цеха сварки была смонтирована роботизированная система сварочного оборудования. 27 октября 2023 года «Москвич» завершил подготовку цеха окраски кузовов к старту мелкоузловой сборки.
13 мая 2024 года дан старт производству автомобилей по технологии полного цикла. Для этого на заводе была смонтирована роботизированная система сварочного оборудования.

## Производство и продажи
На I этапе развития производства, с декабря 2022 года, сборка автомобилей и электромобилей в России является крупноузловой. Автомобиль полностью собирается на заводе в Китае, после чего с него снимают двигатель, колёса, подвеску и бензобак и перевозят контейнерами в Москву, где на сборочной линии собирают обратно и устанавливают шильдик с маркой «Москвич» (шильдик также изготавливают в Китае, а наклейки на руль и колёса наклеивают уже на китайском заводе).
На II этапе, с 2024 года, планируется начать мелкоузловую сборку, а уровень локализации планируется нарастить за счёт привлечения российских поставщиков с отечественными компонентами (кузовные детали, силовые элементы управления, тормозные системы и т. д.).
На III этапе на «Москвиче» планируется начать выпуск российского электромобиля из основных российских важнейших компонентов на собственной универсальной платформе (электродвигатель, батареи, редуктор).
В 2022 году было выпущено 600 машин, а к началу августа 2023 года выпущено более 11 тысяч автомобилей.
По состоянию на июль 2023 года было реализовано более 6 тысяч бензиновых («Москвич 3») и электрических («Москвич 3е») автомобилей.
Ожидается, что в 2023 году на заводе соберут не менее 50 тысяч автомобилей, в том числе 10 тысяч с электродвигателем.

## Технические характеристики
- Кроссовер (по размерам сопоставим с Kia Seltos, Hyundai Creta, Škoda Karoq).
- Габариты: длина 4410 мм, ширина 1800 мм, высота 1660 мм[3].
- Колёсная база — 2620 мм[3].
- Дорожный просвет: бензиновая версия — 170 мм, электрическая версия — 150 мм[16].
- Колёсная формула: 4 × 2 (передний привод)[16].
- Бензиновый двигатель 1,5 л., 149,6 л. с.[10] (в отличие от JAC JS4, который также оснащается атмосферным двигателем 1,6 л., 109 л. с.).
- 6-ступенчатая механика либо вариатор.
- Подвеска — полузависимая балка[4].
- Электрическая версия «Москвич 3е»: электродвигатель мощностью 193 л. с. и запасом хода 410 км (литий-ионная батарея ёмкостью 65,5 кВт∙ч)[16].

## Галерея
| - «Москвич 3е» и «Москвич 3» на Автомобилевозе. - «Москвич 3» на конвейере. - Прототип автомобиля «Москвич 3» — Sehol E40X. - «Москвич 3е» на зарядке. - «Москвич 3е» ЦОДД. |